# Coupe de la Ligue japonaise de football 1994
Navigation
Coupe de la Ligue 1993 Coupe de la Ligue 1996
La coupe de la Ligue japonaise 1994 est la 3e édition de la Coupe de la Ligue japonaise, organisée par la J.League, elle oppose les 12 équipes de J.League du 27 juillet 1994 au 6 août 1994.
Le vainqueur se qualifie pour la Coupe Suruga Bank.

## Format
Les 12 équipes de J.League 1994 participent au tournoi.

### 1ertour
| Club                     | Score | Club                    |
| ------------------------ | ----- | ----------------------- |
| Kashima Antlers (1)      | 1 - 2 | Mitsubishi Urawa FC (1) |
| Kashiwa Reysol (2)       | 1 - 2 | Yokohama Marinos (1)    |
| Júbilo Iwata (1)         | 2 - 1 | Bellmare Hiratsuka (1)  |
| Gamba Osaka (1)          | 2 - 1 | Sanfrecce Hiroshima (1) |
| Nagoya Grampus Eight (1) | 1 - 3 | JEF United Ichihara (1) |
| Yokohama Flügels (1)     | 1 - 0 | Cerezo Osaka (2)        |

## Phase finale
|  | Quarts de finale                         | Quarts de finale                         | Quarts de finale                         | Quarts de finale                         |                  |                  | Demi-finales                         | Demi-finales                         | Demi-finales                         | Demi-finales                         |  |  | Finale                                   | Finale                                   | Finale                                   | Finale                                   |
|  |                                          |                                          |                                          |                                          |                  |                  |                                      |                                      |                                      |                                      |  |  |                                          |                                          |                                          |                                          |
|  | Stade d'athlétisme de Todoroki, Kawasaki | Stade d'athlétisme de Todoroki, Kawasaki | Stade d'athlétisme de Todoroki, Kawasaki | Stade d'athlétisme de Todoroki, Kawasaki |                  |                  | Stade d'athlétisme de Mizuho, Nagoya | Stade d'athlétisme de Mizuho, Nagoya | Stade d'athlétisme de Mizuho, Nagoya | Stade d'athlétisme de Mizuho, Nagoya |  |  | Stade du Mémorial de l'Universiade, Kobe | Stade du Mémorial de l'Universiade, Kobe | Stade du Mémorial de l'Universiade, Kobe | Stade du Mémorial de l'Universiade, Kobe |
|  | Stade d'athlétisme de Todoroki, Kawasaki | Stade d'athlétisme de Todoroki, Kawasaki | Stade d'athlétisme de Todoroki, Kawasaki | Stade d'athlétisme de Todoroki, Kawasaki |                  |                  | Stade d'athlétisme de Mizuho, Nagoya | Stade d'athlétisme de Mizuho, Nagoya | Stade d'athlétisme de Mizuho, Nagoya | Stade d'athlétisme de Mizuho, Nagoya |  |  | Stade du Mémorial de l'Universiade, Kobe | Stade du Mémorial de l'Universiade, Kobe | Stade du Mémorial de l'Universiade, Kobe | Stade du Mémorial de l'Universiade, Kobe |
|  | Verdy Kawasaki                           | Verdy Kawasaki                           | 1ap                                      | 1ap                                      |                  |                  | Stade d'athlétisme de Mizuho, Nagoya | Stade d'athlétisme de Mizuho, Nagoya | Stade d'athlétisme de Mizuho, Nagoya | Stade d'athlétisme de Mizuho, Nagoya |  |  | Stade du Mémorial de l'Universiade, Kobe | Stade du Mémorial de l'Universiade, Kobe | Stade du Mémorial de l'Universiade, Kobe | Stade du Mémorial de l'Universiade, Kobe |
|  | Verdy Kawasaki                           | Verdy Kawasaki                           | 1ap                                      | 1ap                                      |                  |                  | Stade d'athlétisme de Mizuho, Nagoya | Stade d'athlétisme de Mizuho, Nagoya | Stade d'athlétisme de Mizuho, Nagoya | Stade d'athlétisme de Mizuho, Nagoya |  |  | Stade du Mémorial de l'Universiade, Kobe | Stade du Mémorial de l'Universiade, Kobe | Stade du Mémorial de l'Universiade, Kobe | Stade du Mémorial de l'Universiade, Kobe |
|  | JEF United Ichihara                      | JEF United Ichihara                      | 0                                        | 0                                        |                  |                  | Stade d'athlétisme de Mizuho, Nagoya | Stade d'athlétisme de Mizuho, Nagoya | Stade d'athlétisme de Mizuho, Nagoya | Stade d'athlétisme de Mizuho, Nagoya |  |  | Stade du Mémorial de l'Universiade, Kobe | Stade du Mémorial de l'Universiade, Kobe | Stade du Mémorial de l'Universiade, Kobe | Stade du Mémorial de l'Universiade, Kobe |
|  | JEF United Ichihara                      | JEF United Ichihara                      | 0                                        | 0                                        | Verdy Kawasaki   | Verdy Kawasaki   | 7                                    | 7                                    |                                      |                                      |  |  | Stade du Mémorial de l'Universiade, Kobe | Stade du Mémorial de l'Universiade, Kobe | Stade du Mémorial de l'Universiade, Kobe | Stade du Mémorial de l'Universiade, Kobe |
|  | Stade commémoratif de l'Expo '70, Suita  |                                          |                                          |                                          | Verdy Kawasaki   | Verdy Kawasaki   | 7                                    | 7                                    |                                      |                                      |  |  | Stade du Mémorial de l'Universiade, Kobe | Stade du Mémorial de l'Universiade, Kobe | Stade du Mémorial de l'Universiade, Kobe | Stade du Mémorial de l'Universiade, Kobe |
|  |                                          |                                          | Gamba Osaka                              | Gamba Osaka                              | 1                | 1                |                                      |                                      |                                      |                                      |  |  | Stade du Mémorial de l'Universiade, Kobe | Stade du Mémorial de l'Universiade, Kobe | Stade du Mémorial de l'Universiade, Kobe | Stade du Mémorial de l'Universiade, Kobe |
|  | Gamba Osaka                              | Gamba Osaka                              | Gamba Osaka                              | Gamba Osaka                              | 1                | 1                | 3                                    | 3                                    |                                      |                                      |  |  | Stade du Mémorial de l'Universiade, Kobe | Stade du Mémorial de l'Universiade, Kobe | Stade du Mémorial de l'Universiade, Kobe | Stade du Mémorial de l'Universiade, Kobe |
|  | Gamba Osaka                              | Gamba Osaka                              | Stade Athlétique Hakatanomori, Fukuoka   |                                          |                  |                  | 3                                    | 3                                    |                                      |                                      |  |  | Stade du Mémorial de l'Universiade, Kobe | Stade du Mémorial de l'Universiade, Kobe | Stade du Mémorial de l'Universiade, Kobe | Stade du Mémorial de l'Universiade, Kobe |
|  | Mitsubishi Urawa FC                      | Mitsubishi Urawa FC                      | 0                                        | 0                                        |                  |                  |                                      |                                      |                                      |                                      |  |  | Stade du Mémorial de l'Universiade, Kobe | Stade du Mémorial de l'Universiade, Kobe | Stade du Mémorial de l'Universiade, Kobe | Stade du Mémorial de l'Universiade, Kobe |
|  | Mitsubishi Urawa FC                      | Mitsubishi Urawa FC                      | 0                                        | 0                                        | Verdy Kawasaki   | Verdy Kawasaki   | 2                                    | 2                                    |                                      |                                      |  |  |                                          |                                          |                                          |                                          |
|  | Stade vert de Tochigi, Utsunomiya        |                                          |                                          |                                          | Verdy Kawasaki   | Verdy Kawasaki   | 2                                    | 2                                    |                                      |                                      |  |  |                                          |                                          |                                          |                                          |
|  |                                          |                                          | Júbilo Iwata                             | Júbilo Iwata                             | 0                | 0                |                                      |                                      |                                      |                                      |  |  |                                          |                                          |                                          |                                          |
|  | Shimizu S-Pulse                          | Shimizu S-Pulse                          | Júbilo Iwata                             | Júbilo Iwata                             | 0                | 0                | 1                                    | 1                                    |                                      |                                      |  |  |                                          |                                          |                                          |                                          |
|  | Shimizu S-Pulse                          | Shimizu S-Pulse                          |                                          |                                          |                  |                  |                                      |                                      |                                      |                                      |  |  |                                          |                                          |                                          |                                          |
|  | Yokohama Marinos                         | Yokohama Marinos                         | 3                                        | 3                                        |                  |                  |                                      |                                      |                                      |                                      |  |  |                                          |                                          |                                          |                                          |
|  | Yokohama Marinos                         | Yokohama Marinos                         | 3                                        | 3                                        | Yokohama Marinos | Yokohama Marinos | 0                                    | 0                                    |                                      |                                      |  |  |                                          |                                          |                                          |                                          |
|  | Stade Shiranami, Kagoshima               |                                          |                                          |                                          | Yokohama Marinos | Yokohama Marinos | 0                                    | 0                                    |                                      |                                      |  |  |                                          |                                          |                                          |                                          |
|  |                                          |                                          | Júbilo Iwata                             | Júbilo Iwata                             | 1                | 1                |                                      |                                      |                                      |                                      |  |  |                                          |                                          |                                          |                                          |
|  | Yokohama Flügels                         | Yokohama Flügels                         | Júbilo Iwata                             | Júbilo Iwata                             | 1                | 1                | 0                                    | 0                                    |                                      |                                      |  |  |                                          |                                          |                                          |                                          |
|  | Yokohama Flügels                         | Yokohama Flügels                         |                                          |                                          |                  |                  |                                      | 0                                    |                                      |                                      |  |  |                                          |                                          |                                          |                                          |
|  | Júbilo Iwata                             | Júbilo Iwata                             | 2                                        | 2                                        |                  |                  |                                      |                                      |                                      |                                      |  |  |                                          |                                          |                                          |                                          |
|  | Júbilo Iwata                             | Júbilo Iwata                             | 2                                        | 2                                        |                  |                  |                                      |                                      |                                      |                                      |  |  |                                          |                                          |                                          |                                          |
|  |                                          |                                          |                                          |                                          |                  |                  |                                      |                                      |                                      |                                      |  |  |                                          |                                          |                                          |                                          |

### Quart de finale
| Club                 | Score    | Club                    |
| -------------------- | -------- | ----------------------- |
| Shimizu S-Pulse (1)  | 1 - 3    | Yokohama Marinos (1)    |
| Yokohama Flügels (1) | 0 - 2    | Júbilo Iwata (1)        |
| Gamba Osaka (1)      | 3 - 0    | Mitsubishi Urawa FC (1) |
| Verdy Kawasaki (1)   | 1 - 0 ap | JEF United Ichihara (1) |

### Demi-finale
| Club                 | Score | Club             |
| -------------------- | ----- | ---------------- |
| Yokohama Marinos (1) | 0 - 1 | Júbilo Iwata (1) |
| Verdy Kawasaki (1)   | 7 - 1 | Gamba Osaka (1)  |

### Finale
| Samedi 6 août 1994                   | Verdy Kawasaki (1)                                      | 2 - 0   | Júbilo Iwata (1)                          | Stade du Mémorial de l'Universiade, Kobe       |                                                |
| 12h00 (UTC+9) (4h00 heure française) | Bentinho 34e · Bismarck 42e                             | (2 - 0) |                                           | Spectateurs : 37 475 Arbitrage : Yoshimi Ogawa | Spectateurs : 37 475 Arbitrage : Yoshimi Ogawa |
| 12h00 (UTC+9) (4h00 heure française) | Ishikawa 39e · Pereira 60e · Kikuchi 71e · Bismarck 80e | Rapport | 6e Koga · 55e Higashikawa · 86e Schillaci | Spectateurs : 37 475 Arbitrage : Yoshimi Ogawa | Spectateurs : 37 475 Arbitrage : Yoshimi Ogawa |

## Statistiques

### Meilleurs buteurs
|                    | Buteur              | Club             | Buts | MJ |
| ------------------ | ------------------- | ---------------- | ---- | -- |
| Médaille d'or      | Bismarck            | Verdy Kawasaki   | 6    | 3  |
| Médaille d'argent  | Salvatore Schillaci | Júbilo Iwata     | 5    | 4  |
| Médaille de bronze | Flávio Campos       | Gamba Osaka      | 3    | 3  |
| 4                  | Bentinho            | Verdy Kawasaki   | 2    | 3  |
| 5                  | Norio Omura         | Yokohama Marinos | 2    | 3  |